# 영동초등학교 (강원)
영동초등학교는 대한민국 강원특별자치도 강릉시에 있는 공립 초등학교이다.

## 학교 연혁
- 1984년 12월 31일 영동국민학교 설립 인가
- 1985년 6월 7일 개교(19학급)
- 1985년 9월 22일 병설유치원 개원
- 1996년 3월 1일 영동초등학교로 교명 개칭
- 2006년 7월 20일 솔올관(체육관 겸 다목적실) 개관
- 2013년 2월 7일 제28회 졸업식 거행(총 졸업인원 3139명)
- 2013년 3월 1일 제12대 김영금 교장 취임
- 2014년 2월 14일 제29회 졸업식 거행 43명(총 졸업인원 3,182명)
- 2014년 3월 1일 2014학년도 8학급 편성
- 2015년 2월 13일 제30회 졸업식 거행 33명(총 졸업인원 3,215명)
- 2015년 3월 1일 제13대 김철기 교장 취임
- 2015년 3월 2일 2015학년도 시업식 및 신입생 입학식 거행

## 참고 자료
- 영동초등학교 - 한국교육학술정보원 학교알리미